# 100 Grand
100 Grand — американское игровое шоу Джека Кларка (Jack Clark), состоявшее из трёх эпизодов. Выходило в эфир еженедельно по воскресеньям с 22:00 до 22:30 по восточному времени с 15 по 29 сентября 1963 года. 100 Grand являлось первым шоу «больших денег», которое транслировалось после скандалов с викторинами в 1958 году.

## Игровой процесс
Два человека, один из которых был экспертом в данной области, а другой любителем, интересующимся этой областью, были объединены в пары. Каждый участник должен был ответить на вопросы, которые создал другой. Допрос проходил в изоляторе. Перед заседанием двое «удостоверяющих судей» оценивали вопросы, чтобы «убедиться в их абсолютной правильности в соответствии с несколькими справочными материалами и в соответствии с правилами 199-страничной инструкции».
Игрок, который загонял профессионала в тупик в течение пяти недель, если бы шоу продержалось так долго, имел бы привилегию ответить на пять вопросов, присланных телезрителями, и в итоге получил бы в общей сложности 100000 долларов в случае успеха.
В премьерном эпизоде любители победили своих коллег-профессионалов со знанием контента о Гражданской войне и опере. Каждый любитель выиграл $10000 «в счёт потенциального джекпота». В третьем эпизоде оба профессионала поставили в тупик любителей, оба из которых были награждены сберегательными облигациями на 1000 долларов, в то время как профессионалы выиграли по 10000 долларов.